# كيفن ويت
كيفن ويت (بالإنجليزية: Kevin Witt)‏ هو لاعب كرة قاعدة أمريكي، ولد في 5 يناير 1976 في هاي بوينت في الولايات المتحدة.

## وصلات خارجية
- كيفن ويت على موقع دوري كرة القاعدة الرئيسي (الإنجليزية)
- كيفن ويت على موقع الدوري الياباني لكرة القاعدة (الإنجليزية)
- كيفن ويت على موقعبيزبول رفرنس.كوم (الدوري الرئيسي) (الإنجليزية)
- كيفن ويت على موقعبيزبول رفرنس.كوم (الدوري الثانوي) (الإنجليزية)
- كيفن ويت على موقع إي إس بي إن.كوم (أم.أل.بي) (الإنجليزية)
- كيفن ويت على موقع مشجعي الرسوم البيانية (الإنجليزية)